# Col du Cardal
Le col du Cardal  (en espagnol puerto del Cardal) est un col de montagne pédestre frontalier des Pyrénées à 2 361 ou 2 362 mètres d'altitude entre le département français des Hautes-Pyrénées, en Occitanie, et la province de Huesca, en Aragon.
Il est situé sur la frontière franco-espagnole.

## Géographie
Le col du Cardal est encadré par le pic du Cardal (2 569 m) au nord et le pic Crabère (2 590 m) au sud. Il abrite la croix frontière no 316.
Côté francais, le col se trouve dans la petite vallée de la Canau intégrée dans la vallée d'Ossoue.

### Hydrographie
Le col délimite la ligne de partage des eaux entre le bassin de l'Adour, qui se déverse dans l'Atlantique côté nord, et le bassin de l'Èbre, qui coule vers la Méditerranée côté sud.

## Protection environnementale
Le col est situé dans le parc national des Pyrénées et fait partie d'une zone naturelle protégée, classée ZNIEFF de type 1, « vallons d'Ossoue et d'Aspé », et de type 2, « haute vallée du gave de Pau : vallées de Gèdre et Gavarnie ».

## Voies d'accès
On y accède depuis Gavarnie par une piste qui passe par la cabane de Milhas pour conduire au barrage d'Ossoue (1 834 m). Puis prendre le long du ruisseau de Lourdes qui emprunte le fond de la vallée de la Canau et bifurquer à la cabane de Lourdes en direction du lac du Cardal (2 224 m). L'ascension jusqu'au col s'effectue par un sentier signalé par des cairns. 
Côté espagnol, le col donne accès à la vallée de l'Ara par le barranco du Cardal.